# Cinema di guerra
Il cinema di guerra è un genere cinematografico che tratta in vari modi il tema della guerra. Rientrano generalmente in questa classificazione i film che ricostruiscono battaglie navali, aeree o terrestri, campagne militari, operazioni segrete e altri soggetti correlati. Il genere può anche raccontare la guerra senza mostrare le battaglie, come nel caso degli addestramenti militari e della vita civile durante la guerra. Il racconto può essere di finzione oppure basarsi su ricostruzioni biografiche e storiche, così come mischiare entrambi gli aspetti (ad esempio narrando storie di finzione che si svolgono sullo sfondo di celebri episodi bellici). La narrazione può avere la prospettiva dei comandi militari, dei soldati, dei prigionieri di guerra, dei civili. Molti film di guerra possono inoltre includere nella trama storie d'amore, come Casablanca.

## I vari generi dei film di guerra
Il film di guerra è stato seguito con successo dal pubblico soprattutto nel secondo dopoguerra negli anni '40 e '50 quando la propaganda statunitense sfornava film dove si celebravano le vittoriose ed eroiche battaglie combattute dagli Usa e dai suoi Alleati in Europa contro i nazisti o contro i "musi gialli" nel Pacifico.
Dopo un intervallo in cui la produzione di film di guerra si è rarefatta, con la fine della guerra fredda il cinema di guerra è stato riproposto con il film di Steven Spielberg Salvate il soldato Ryan (1998), ambientato nell'anno dello sbarco in Normandia, a cui è seguito nello stesso anno La sottile linea rossa di Terrence Malick sulla battaglia di Guadalcanal.
Quelli che si possono definire film bellici sono incentrati sulle più importanti guerre del XX secolo: le due guerre mondiali e quelle della Corea e del Vietnam. In questi film si ha spesso l'intento di descrivere gli avvenimenti storici realmente accaduti ma che non possono essere considerati propriamente storici ma piuttosto di ambientazione storica in quanto è l'elemento spettacolare che prevale.
Nell'ambito dei film bellici si possono poi distinguere quelli che esaltano con toni epici l'eroismo dei combattenti da quelli antimilitaristi. Il primo filone è caratterizzato da un forte contrasto tra chi combatte per difendere con coraggio e temerarietà valori di umanità e giustizia e il nemico, infido e crudele, che per i suoi aspetti fortemente negativi deve essere distrutto senza pietà.
All'interno di questo gruppo vanno poi distinti i film di propaganda bellica (come Berretti Verdi di John Wayne), da quelli che pur esaltando i valori militari introduce nel racconto filmico spunti di riflessione che pur non mettendo in discussione la ineluttabile necessità della guerra ne mette in evidenza le conseguenze di dolore e sofferenza che coinvolgono anche i valorosi combattenti (Prima linea di Robert Aldrich, I giovani leoni di Edward Dmytryk, La grande guerra di Mario Monicelli, Quell'ultimo ponte di Richard Attenborough, Il grande uno rosso di Samuel Fuller). Molto interessanti anche i film che narrano gli avvenimenti della guerra dal punto di vista dei tedeschi, come La battaglia dei giganti di Ken Annakin, La notte dei generali di Anatole Litvak, La notte dell'aquila di John Sturges, La croce di ferro di Sam Peckinpah, U-Boot 96 di Wolfgang Petersen, ma soprattutto Stalingrad di Joseph Vilsmaier, incentrato sulla fallimentare battaglia di Stalingrado, e La caduta - Gli ultimi giorni di Hitler di Oliver Hirschbiegel, che racconta gli ultimi giorni di vita del crudele dittatore prima di togliersi la vita il 30 aprile 1945. Ma ci sono anche le commedie di guerra come Come vinsi la guerra di Buster Keaton (guerra di secessione), Il grande dittatore di Charlie Chaplin (seconda guerra mondiale), Gianni e Pinotto reclute di Arthur Lubin (seconda guerra mondiale), Vogliamo vivere! di Ernst Lubitsch (seconda guerra mondiale), Stalag 17 di Billy Wilder (seconda guerra mondiale), Il dottor Stranamore - Ovvero: come ho imparato a non preoccuparmi e ad amare la bomba di Stanley Kubrick (guerra fredda), M*A*S*H di Robert Altman (guerra di Corea), Comma 22 di Mike Nichols (seconda guerra mondiale), I guerrieri di Brian G. Hutton (seconda guerra mondiale), Good Morning, Vietnam di Barry Levinson (guerra del Vietnam) e Il ministero della guerra sporca di Guy Ritchie (seconda guerra mondiale).

## I film di guerra italiani
Il regime fascista in Italia aveva ben compreso l'importanza del cinema per la formazione dell'opinione pubblica e nel 1923 creò L'Unione Cinematografica Educativa (Istituto LUCE) per la produzione di documentari e, soprattutto, di cinegiornali a contenuto bellico ai quali affiancò la produzione di film di "propaganda politica" destinati a mostrare l'efficienza della macchina da guerra italiana come Il cammino degli eroi di Corrado D'Errico, Sentinelle di bronzo di Romolo Marcellini, Sotto la croce del sud di Guido Brignone, Lo squadrone bianco o L'assedio dell'Alcazar, entrambi di Augusto Genina, L'uomo della croce di Roberto Rossellini.

Durante la seconda guerra mondiale, sul modello dei combat film americani, l'Istituto LUCE manda i propri operatori sugli scenari di battaglia per la produzione di film di propaganda come Uomini sul fondo, Alfa Tau! e Giarabub.
Negli anni '50 il cinema bellico italiano è prodotto con regolarità ad opera di registi come Francesco De Robertis e Duilio Coletti, prendendo spunto dagli episodi più memorabili dei soldati e marinai italiani nell'ultima guerra. Alcuni esempi: I sette dell'Orsa maggiore, Siluri umani, Carica eroica, Divisione Folgore, ecc.
In tempi più recenti (1990) viene realizzato il film Mediterraneo di Gabriele Salvatores, al di fuori di tutti gli schemi dei film di guerra: è la storia di un gruppo di militari italiani che, sbarcati nel 1941 in un'isola greca e rimasti isolati per tre anni, lontani da battaglie e morti, trascorrono una specie di felice vacanza dagli orrori della guerra.
Così anche nella pellicola El Alamein - La linea del fuoco (2002) di Enzo Monteleone, dove, ormai dimenticati gli atti eroici dei film precedenti, vengono descritte le reali condizioni delle truppe italiane in Africa, prive di mezzi di sussistenza e in attesa di rinforzi che non arriveranno mai.

## Il "war-movie" statunitense
Il war movie americano è un «super-genere» cinematografico, un'etichetta convenzionale che consente alla memoria cinefila di attraversare la prima e la seconda guerra mondiale, proseguendo per l'intervento in Corea e in Vietnam: al suo interno vengono sviluppati tematiche, stili e periodi assai diversi da una pellicola all'altra.
La prima Guerra Mondiale è lo scenario di Hearts of the World (Cuori del mondo, 1918, David Wark Griffith): melodrammatico e propagandistico, è un film il cui impianto stilistico influenza I quattro cavalieri dell'Apocalisse (The Four Horsemen of the Apocalypse, 1921), diretto da Rex Ingram. All'ovest niente di nuovo (All Quiet on the Western Front, 1930) diretto da Lewis Milestone racconta una guerra anti-epica e brutale: classico del cinema pacifista, introduce maggiore libertà espressiva nei film di guerra.
La seconda Guerra Mondiale muta la prospettiva bellica hollywoodiana: Franklin Delano Roosevelt (1882-1945) istituisce l'OWI (Office of War Information), per vigilare le produzioni cinematografiche. Viene realizzata una serie di documentari «militanti» - Why We Fight (Perché combattiamo, 1942-1945) di Frank Capra - che promuove uno spirito interventista e nazionalistico e si avvale dell'ausilio di eminenti registi quali John Ford e John Huston. Quella sporca dozzina (The Dirty Dozen, 1967), di Robert Aldrich e Patton, generale d'acciaio (Patton,  1970) di Franklin J. Schaffner sono idealmente legati ad altri war film di recente uscita - La sottile linea rossa (The Thin Red Line, 1998) di Terrence Malick e Salvate il soldato Ryan (Saving Private Ryan, 1998) di Steven Spielberg - che evidenziano la durevole vitalità del genere bellico. Un altro notevole film di guerra sulla seconda guerra mondiale è Lettere da Iwo Jima di Clint Eastwood, che narra di quella battaglia dal punto di vista giapponese. Sullo stesso tema, ma dal punto di vista americano, Eastwood aveva precedentemente girato Flags of Our Fathers.
Da non dimenticare il durevole successo del filone cinematografico dei Viet-movies, che conta film del calibro de Il cacciatore (The Deer Hunter, 1978, Michael Cimino), Apocalypse Now (1979, Francis Ford Coppola), Full Metal Jacket (1987, Stanley Kubrick) e Platoon (1986, Oliver Stone).
Il war-movie viene ripreso per la prima volta nel genere supereroistico da James Gunn per il suo film The Suicide Squad - Missione suicida.

## I film antimilitaristi
Un classico dei film a contenuto antimilitarista è da considerare All'ovest niente di nuovo (All Quiet on the Western Front) è un film del 1930 diretto da Lewis Milestone, vincitore del Premio Oscar come miglior film e miglior regista.
Un film che fu proiettato in un ambiente culturale del tutto ostile al messaggio pacifista dell'opera che veniva proclamato in un'Europa dove già si diffondevano le ideologie fasciste.  La sua uscita nelle sale cinematografiche tedesche suscitò infatti la sdegnosa reazione dei nazisti, che cercarono di bloccarne la visione, arrivando a lanciare topi in platea durante la "prima" a Berlino. Sullo stesso tema il contemporaneo film, proibito il 27 aprile 1933 dalla censura nazista, Westfront 1918 di Georg Wilhelm Pabst che narrava gli ultimi mesi di vita e di morte precedenti la fine della prima guerra mondiale di quattro fanti tedeschi sul fronte francese.
Un tema analogo, riferito alla Guerra civile americana, edulcorato e con ben altri esiti artistici, più aderenti alla cultura e alla mentalità filmica hollywoodiana era quello trattato dal film, che non suscitò  polemiche, La legge del Signore con ambientazione western del  1956 diretto da William Wyler, vincitore della Palma d'oro come miglior film al 10º Festival di Cannes. Nel film si racconta dello scontro in una famiglia di pionieri quaccheri tra l'intransigenza nonviolenta della madre, il buon senso del padre fedele alla morale pacifista della Legge del Signore e il giovane figlio che nonostante le sue convinzioni religiose ritiene giusto combattere per la difesa della patria nordista e della sua stessa famiglia dai razziatori sudisti.
Di ben altro valore artistico e culturale la produzione nello stesso anno 1956 del film L'arpa birmana (Biruma no tategoto) diretto da Kon Ichikawa, dove si racconta di Mizushima, un soldato giapponese che accetta la missione di far arrendere nel luglio 1945, a guerra ormai terminata, un gruppo di fanatici suoi compatrioti che, rifugiatisi in una caverna, hanno deciso di continuare a combattere. Il soldato viene trattato da vigliacco e da traditore quando tenta di spiegare al comandante che, scaduto il termine imposto dagli Alleati, la caverna verrà bombardata. Allo scadere dell'ultimatum, molti muoiono sotto il fuoco dell'artiglieria. Mizushima rimane ferito, un prete buddista lo raccoglie e cura le sue ferite dandogli una lezione di umanità. Mizushima decide allora di non ricongiungersi con i commilitoni e di diventare bonzo, per dare onorevole sepoltura ai corpi dei compatrioti morti.
Una sorte simile all'opera di Autant Lara ebbe invece Orizzonti di gloria (Paths of Glory) film antimilitarista americano del 1957 diretto da Stanley Kubrick  premiato con il Nastro d'argento 1959 come miglior regista straniero che soltanto nel 1975 fu proiettato in Francia.
A polemiche ancora in corso fu l'uscita del film Per il re e per la patria (King and Country) del 1964 diretto da Joseph Losey, tratto dalla pièce teatrale Hamp di John Wilson, presentato in concorso alla 29ª Mostra del cinema di Venezia, dove Tom Courtenay vinse la Coppa Volpi per la migliore interpretazione maschile. Il film è un atto d'accusa contro il militarismo rappresentato dagli alti gradi militari che sacrificano la vita di un uomo per dare un esempio alla truppa prima di un attacco.
La polemica cinematografica antimilitarista è proseguita nei seguenti anni Settanta con il film diretto da Francesco Rosi Uomini contro e, in tempi più recenti, con Full Metal Jacket (1987) di Kubrick, Stalingrad (1993) del regista tedesco Joseph Vilsmaier e La sottile linea rossa (1998), di Terrence Malick.